# Macha Méril
Macha Méril, född Marija-Magdalina Vlagyimirovna Gagarina 3 september 1940 i Rabat, Franska protektoratet Marocko, är en fransk skådespelerska.

## Roller i urval
- 1959 – I lejonets tecken
- 1964 – En gift kvinna
- 1966 – Gatlopp
- 1967 – Belle de jour – dagfjärilen
- 1973 – Kineser i Paris
- 1975 – Deep Red
- 1976 – Kinesisk roulette
- 1983 – Mortelle Randonnée
- 1985 – Vagabond
- 1986 – Duet for One
- 1990 – Möte med Venus
- 1998 – A Soldier's Daughter Never Cries